# 6e division (Norvège)
La 6e division norvégienne (6. divisjon en norvégien) est une unité crée en 1897 et dissout en 2009. Elle a participé à la Seconde Guerre mondiale notamment la bataille de Narvik.

## Historique de la 6 division Norvégienne
Ayant été mobilisée au moment de la guerre d'hiver, elle a pu s'entrainer et fait donc partie des rares unités norvégiennes prêtes à combattre lors de l'Invasion allemande de la Norvège. Elle stationne à Harstad et est commandée par le général Général Carl Gustav Fleischer. Lors de l'attaque allemande sur Narvik, la division contre-attaque le 24 avril sans obtenir de résultats[réf. souhaitée]. Elle participe ensuite à la bataille de Narvik en coopérant avec les forces françaises, polonaises et britanniques. La ville est reprise le 28 mai, première victoire significatif des alliées de la guerre. À la suite du rembarquement des troupes alliées, elle est dissoute.
À la Libération en 1945, elle est immédiatement recréée. Réorganisée en 2002 avec l'ensemble de l'armée norvégienne, elle était l'unique division norvégienne. Elle est dissoute définitivement en juillet 2009[réf. souhaitée].

## Ordre de bataille en 1940
Ordre de bataille en 1940
- Commandant : Général Carl Gustav Fleischer
- Chef d'état-Major: major Lindbäck-Larsen
- 6e brigade : colonel Löken
- 7e brigade : colonel Faye
- 1er Bataillon du 12e régiment d'infanterie : major Bockman
- 1er Bataillon du 13e régiment d'infanterie : major Spjeldnaes
- 2e Bataillon du 14e régiment d'infanterie : major Aasgaard
- 2e Bataillon du 15e régiment d'infanterie : major Hylmo
- 1er Bataillon du 16e régiment d'infanterie : major Hunstad
- 2e Bataillon du 16e régiment d'infanterie : major Munthe-Kaas
- Bataillon Alta : lieutenant-colonel Dahl